# Ronde van de Toekomst 1997
De Ronde van de Toekomst 1997 (Frans: Tour de l'Avenir 1997) werd gehouden van 4 tot en met 13 september in Frankrijk.

## Etappe-overzicht
| etappe  | datum        | start               | finish            | afstand    | winnaar          | klassementsleider |
| ------- | ------------ | ------------------- | ----------------- | ---------- | ---------------- | ----------------- |
| proloog | 4 september  | Ploudaniel          | Ploudaniel        | 5,7 km     | David Millar     | David Millar      |
| 1e      | 5 september  | Ploudaniel          | Vannes            | 200 km     | Charles Guilbert | Erwann Menthéour  |
| 2e      | 6 september  | Vannes              | Cholet            | 197 km     | Steven de Jongh  | Erwann Menthéour  |
| 3e      | 7 september  | Cholet              | Poitiers          | 167,5 km   | Jeremy Hunt      | Erwann Menthéour  |
| 4e      | 8 september  | Prayssas            | Agen              | 28 km (it) | Erwann Menthéour | Erwann Menthéour  |
| 5e      | 9 september  | Agen                | Montauban         | 143,5 km   | Anthony Morin    | Erwann Menthéour  |
| 6e      | 10 september | Montauban           | Foix              | 176,5 km   | Damien Nazon     | Erwann Menthéour  |
| 7e      | 11 september | Foix                | Plateau de Beille | 121,5 km   | Joona Laukka     | Charles Guilbert  |
| 8e      | 12 september | Tarascon-sur-Ariège | Piau-Engaly       | 206 km     | Laurent Roux     | Laurent Roux      |
| 9e      | 13 september | Saint-Lary-Soulan   | Auch              | 99 km      | Jeremy Hunt      | Laurent Roux      |

## Eindklassementen

### Algemeen klassement
| rang | renner               | land             | tijd        |
| ---- | -------------------- | ---------------- | ----------- |
| 1    | Laurent Roux         | Frankrijk        | 33u 27' 11" |
| 2    | Kevin Livingston     | Verenigde Staten | op 0' 57"   |
| 3    | Lylian Lebreton      | Frankrijk        | op 3' 14"   |
| 4    | Luis Pérez Rodríguez | Spanje           | op 5' 03"   |
| 5    | Anthony Morin        | Frankrijk        | op 16' 38"  |
| 6    | Niki Aebersold       | Zwitserland      | op 7' 44"   |
| 7    | Stéphan Ravaleu      | Frankrijk        | op 8' 58"   |
| 8    | Unai Etxebarria      | Venezuela        | op 9' 27"   |
| 9    | Rafael Diaz Justo    | Spanje           | op 10' 59"  |
| 10   | Bingen Fernández     | Spanje           | op 11' 34"  |

### Punten klassement
| rang | renner          | land                | tijd |
| ---- | --------------- | ------------------- | ---- |
| 1    | Jeremy Hunt     | Verenigd Koninkrijk | p    |
| 2    | Steven de Jongh | Nederland           | p    |
| 3    | Peter Wrolich   | Oostenrijk          | p    |

### Bergklassement
| rang | renner               | land      | tijd |
| ---- | -------------------- | --------- | ---- |
| 1    | Patrice Halgand      | Frankrijk | p    |
| 2    | Lylian Lebreton      | Frankrijk | p    |
| 3    | Grzegorz Gwiazdowski | Polen     | p    |

### Ploegenklassement
| rang | land                     | tijd |
| ---- | ------------------------ | ---- |
| 1    | ONCE Spanje              |      |
| 2    | Euskaltel-Euskadi Spanje |      |
| 3    | Festina Frankrijk        |      |